# Ranoidea lorica
Ranoidea lorica – krytycznie zagrożony gatunek płaza bezogonowego z podrodziny Pelodryadinae w rodzinie rzekotkowatych (Hylidae).

## Występowanie
Ten endemiczny gatunek występuje jedynie w północno-wschodnim Queenslandzie w Australii. Jedyna przetrwała populacja zamieszkuje strumień i jego okolice w suchym lesie tropikalnym w Mount Lewis National Park, na wysokości 648 m n.p.m. Obszar zajmowany szacuje się na zaledwie 8 km².

## Rozmnażanie
Jaja nie zawierają barwnika. Przypuszcza się, że kijanki przypominają larwy gatunku Litoria nannotis.

## Status
W przeszłości był to gatunek umiarkowanie liczny, ale na samym początku lat 90. XX wieku doświadczył on gwałtownego spadku liczebności i w swym historycznym zasięgu ostatni raz napotkano osobnika tego gatunku w grudniu roku 1991. Przez wiele lat przyczyna takiego stanu rzeczy była nieznana, ale obecnie uważa się, że najprawdopodobniej do zdziesiątkowania populacji przyczyniła się chytridiomikoza – choroba zakaźna wywoływana przez grzyby. W 2008 roku odkryto populację w Mount Lewis National Park, nieco na zachód od poprzednio znanego zasięgu. Jej liczebność szacuje się na 550–1100 dorosłych osobników, a trend liczebności oceniany jest jako stabilny. Pomimo badań w terenie nie udało się znaleźć innych populacji tego gatunku.